# Циркулянтний граф

Граф Пелі 13-о порядку як приклад циркулянтного графа.

Корона з шістьма, вісьмома, і десятьма вершинами.

В теорії графів циркулянтним графом називається неорієнтований граф, який має циклічну групу симетрій, яка включає симетрію, при якій граф переводить вершину в будь-яку іншу вершину.

## Еквівалентні визначення
Циркулянтні графи можуть бути визначені кількома еквівалентними способами:
- Автоморфізм групи графа містить циклічну підгрупу, яка діє транзитивно на вершини графа.
- Граф має матрицю суміжності, що є циркулянтною матрицею.
- {\displaystyle n} вершин графа можна пронумерувати числами від 0 до n− 1 таким чином, що якщо дві вершини з номерами {\displaystyle x} та {\displaystyle y} суміжні, то будь-які дві вершини з номерами {\displaystyle z} і  (z−x+y) modn теж суміжні.
- Граф можна намалювати (з можливими перетинами ребер) так, що його вершини лежать в кутах правильного багатокутника та будь-який поворот багатокутника в себе є симетрією малюнка (отримуємо той же малюнок).

## Приклади
Будь-який цикл є циркулянтним графом, як і будь-яка корона.
Графи Пелі порядку {\displaystyle n} (де {\displaystyle n} — просте число, порівнянне з 1 по модулю 4) — це графи, в яких вершини є числами від 0 до n− 1 і дві вершини суміжні, якщо різниця відповідних чисел є квадратичним відрахуванням по модулю {\displaystyle n}. Внаслідок того, що присутність або відсутність ребра залежить лише від різниці номерів вершин по модулю {\displaystyle n}, будь-який граф Пелі є циркулянтним графом.
Будь-які драбини Мебіуса є циркулянтним графом, як і будь-який повний граф. Повний двочастковий граф є циркулянтним, якщо обидві його частини мають однакову кількість вершин.
Якщо два числа {\displaystyle m} та {\displaystyle n} взаємно прості, то m×n туровий граф (граф, що має вершину в кожній клітині шахової дошки m×n та ребра між будь-якими двома клітинами, якщо тура може перейти з однієї клітини на іншу за один хід) є циркулянтним графом. Це є наслідком того, що його симетрії містять як підгрупу циклічну групу . Як узагальнення цього випадку, декартів добуток графів між будь-якими циркулянтними графами з {\displaystyle m} та {\displaystyle n} вершинами дає внаслідок циркулянтний граф.
Багато з відомих нижніх меж чисел Ремзі з'являються з прикладів циркулянтних графів, що мають маленькі максимальні кліки та маленькі максимальні незалежні множини.

## Конкретний приклад
Циркулянтний граф {\displaystyle C_{n}^{s_{1},\ldots ,s_{k}}} з межами {\displaystyle s_{1},\ldots ,s_{k}} визначається як граф з {\displaystyle n} вузлами, пронумерованими числами {\displaystyle 0,1,\ldots ,n-1} та кожний вузел {\displaystyle i} суміжний з 2k вузлами {\displaystyle i\pm s_{1},\ldots ,i\pm s_{k}} по модулю {\displaystyle n}.
- Граф {\displaystyle C_{n}^{s_{1},\ldots ,s_{k}}} пов'язаний тоді і лише тоді, коли НСД{\displaystyle (n,s_{1},\ldots ,s_{k})=1}.

- Якщо {\displaystyle 1\leq s_{1}<\cdots <s_{k}} фіксовані цілі, то число остовних дерев {\displaystyle t(C_{n}^{s_{1},\ldots ,s_{k}})=na_{n}^{2}}, де {\displaystyle a_{n}} задовольняє рекурентне співвідношення порядку {\displaystyle 2^{s_{k}-1}}.
- Зокрема, {\displaystyle t(C_{n}^{1,2})=nF_{n}^{2}}, де {\displaystyle F_{n}} — n-е число Фібоначчі.

## Самодоповняльні циркулянти
Самодоповняльний граф — це граф, в якому видалення наявних ребер та додавання відсутніх дає граф, ізоморфний вихідному. Наприклад, циклічний граф з п'ятьма вершинами самодоповняльний і є також циркулянтним. У більш загальному вигляді, будь-який граф Пелі є самодоповняльним циркулянтним графом. Хорст Сакс показав, що якщо число {\displaystyle n} має властивість, що будь-який простий дільник {\displaystyle n} порівнюваний з 1 по модулю 4, то існує самодоповняльний циркулянтний граф з {\displaystyle n} вершинами. Він висловив гіпотезу, що ця умова необхідна, тобто при інших значеннях {\displaystyle n} самодоповняльні циркулянтні графи не існують. Гіпотезу через 40 років довів Вілфред (Vilfred).

## Гіпотеза Адамса
Визначимо циркулянтну нумерацію циркулянтних графів як маркування вершин графа числами від 0 до n− 1 таким чином, що якщо дві вершини {\displaystyle x} та {\displaystyle y} суміжні, то будь-які дві вершини з номерами {\displaystyle z} і  (z−x+y) modn теж суміжні. Еквівалентно, циркулянтна нумерація — це нумерація вершин, при якій матриця суміжності графа є циркулянтною матрицею.
Нехай {\displaystyle a} — ціле, взаємно просте з {\displaystyle n}, і нехай {\displaystyle b} — будь-яке ціле число. Тоді лінійна функція ax+b перетворить циркулянтну нумерацію в іншу циркулянтну нумерацію. Андраш Адам (András Ádám) висловив гіпотезу, що лінійне відображення — єдиний спосіб перенумерації вершин графа, що зберігає властивість циркулянтності. Тобто, якщо {\displaystyle G} та {\displaystyle H} — два ізоморфних циркулянтних графи з різною нумерацією, то існує лінійне перетворення, що переводить нумерацію для {\displaystyle G} в нумерацію для {\displaystyle H}. Однак, як з'ясувалося, гіпотеза Адама не вірна. Контрприкладом служать графи {\displaystyle G} та {\displaystyle H} з 16-тьма вершинами в кожному; вершина {\displaystyle x} в {\displaystyle G} з'єднана з шістьма сусідами x± 1, x± 2, і x± 7 (по модулю 16), в той час як в {\displaystyle H} шість сусідів — це x± 2, x± 3, і x ± 5 (по модулю 16). Ці два графи ізоморфні, але їх ізоморфізм не можна отримати за допомогою лінійного перетворення.